# Rufford Old Hall
Rufford Old Hall est une propriété du National Trust à Rufford, dans le Lancashire, en Angleterre. Construit vers 1530 pour Sir Robert Hesketh, seul le Grand Hall survit de la structure d'origine . Une aile en briques de style jacobin est ajoutée en 1661, perpendiculairement à la Grande Salle, et une troisième aile est ajoutée dans les années 1820.
Rufford Old Hall est désigné par English Heritage comme un bâtiment classé Grade I. Le cottage, la remise et les écuries de la salle, à environ 10 mètres ( Unité «  » inconnue du modèle {{Conversion}}.) à l'est, sont classés Grade II.

## Histoire
Jusqu'en 1936, Rufford Old Hall est la propriété continue de la famille Hesketh, seigneurs du manoir de Rufford à partir du XVe siècle. Les Hesketh déménagent à Rufford New Hall en 1798. En 1846, Sir Thomas George Hesketh (5e baronnet) (en), épouse Lady Anna Maria Arabella Fermor, sœur et héritière de George Richard William Fermor, 5e et dernier comte de Pomfret. En 1936, Rufford Old Hall, avec sa collection d'armes et d'armures et de meubles en chêne du XVIIe siècle, est donné au National Trust par Thomas Fermor-Hesketh, 1er baron Hesketh.

### Connexion shakespearienne
Il existe des preuves suggérant que Shakespeare a pu se produire dans la Grande Salle. Vers 1580, Shakespeare est envoyé, par son maître d'école de Stratford, pour être professeur adjoint dans la maison d'Alexander Hoghton à Lea Hall près de Preston, et le "wilim Shakeshaft nowe dwellynge with me", mentionné par Hoghton dans son testament, est presque certainement Shakespeare. Dans son testament, Hoghton, décédé en 1581, a légué à Sir Thomas Hesketh ses instruments de musique et ses "vêtements de jeu". Vers 1585, Shakespeare rejoint une compagnie de joueurs tenue par Lord Strange, fils de Lord Derby, probablement recommandé par Sir Thomas . Dans son livre de 1974, Lancashire Legends, Kathleen Eyre affirme que même si "ce n'est peut-être qu'un espoir sincère", il existe des preuves qu'un "William Shakeshaft" (une version commune du nom de Shakespeare) est un jeune membre de la "Hesketh Company of Players" vers 1585. La date coïncide avec l'absence de Shakespeare de Stratford-on-Avon à la suite d'un vol de cerfs dans les parcs voisins, en particulier celui de Sir Thomas Lucy de Charlecote .

## Architecture

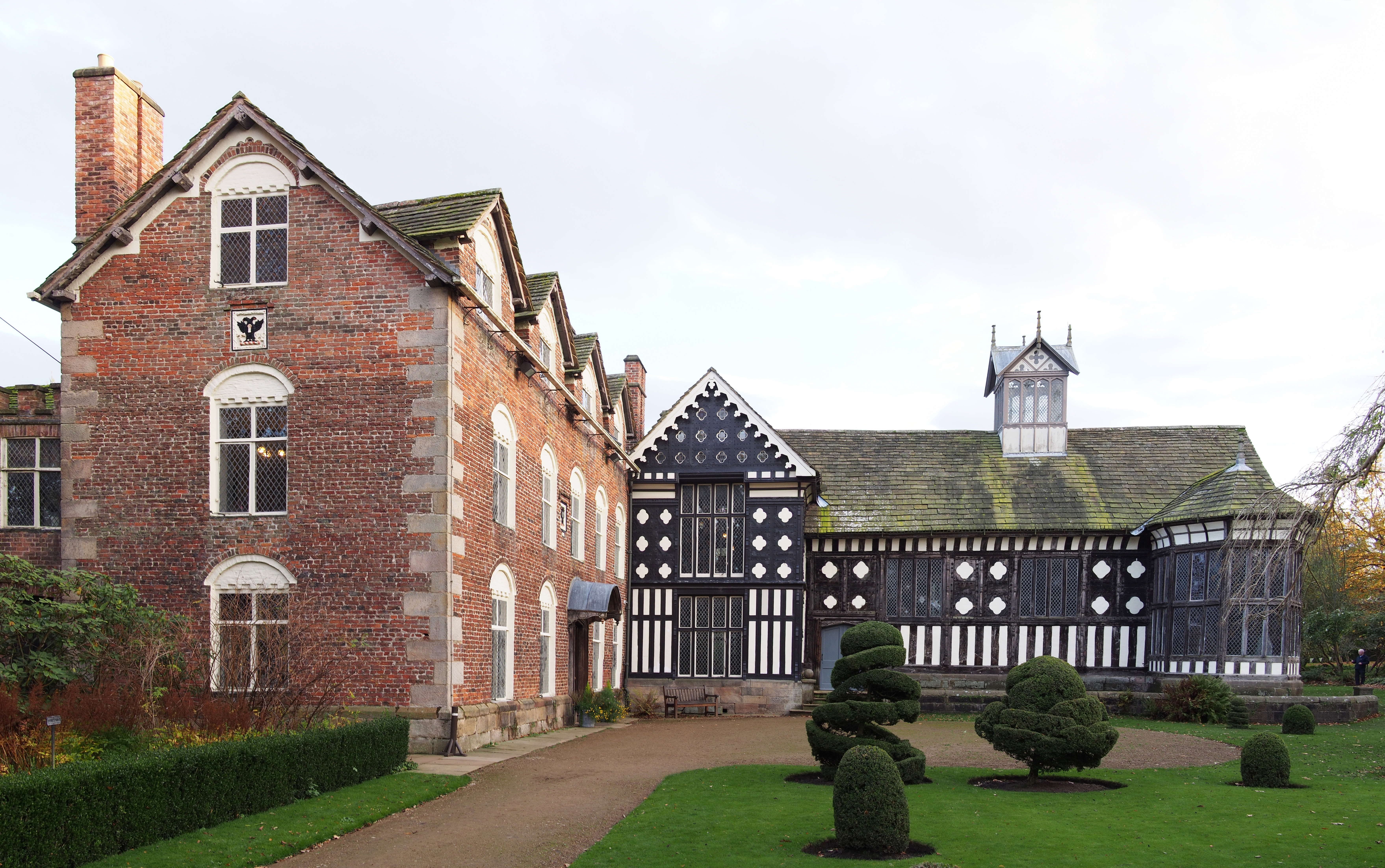
Vue de face

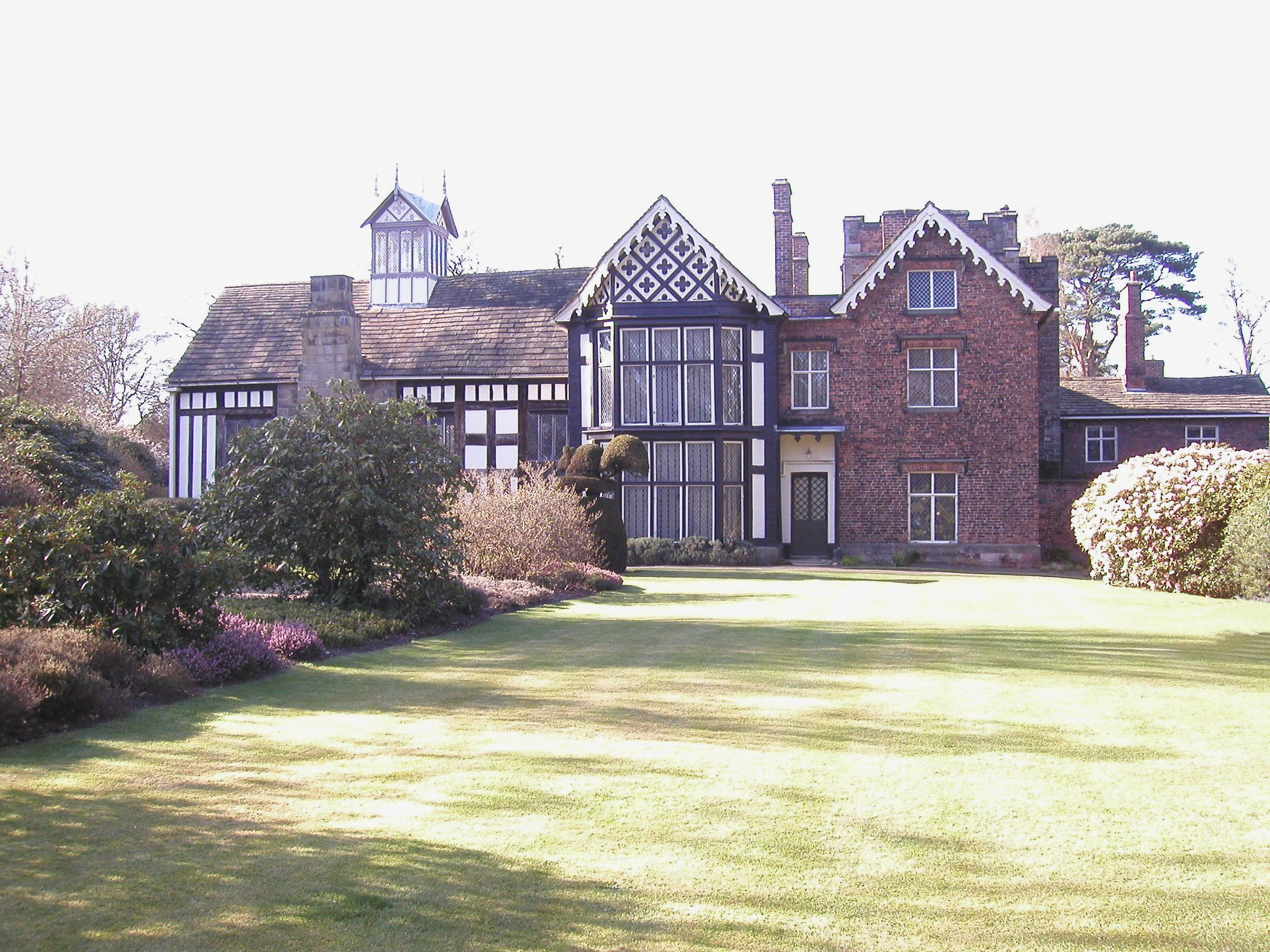
Vue arrière

La maison-halle à pans de bois avec une grande salle, dans un modèle médiéval tardif qui continue à être utilisé à l'époque des Tudor, est construite pour Sir Robert Hesketh vers 1530. Le hall, qui forme l'aile sud, est sensiblement tel que construit, 46,5 pieds ( Unité « 1 » inconnue du modèle {{Conversion}}.) long et 22 pieds ( Unité « 1 » inconnue du modèle {{Conversion}}.) large, avec les bois assis sur un muret de pierre. La salle a un sol dallé. Il possède une cheminée en pierre, cinq travées et un toit en poutres martelées. Les cinq marteaux se terminent chacun, aux deux extrémités, par un ange en bois sculpté.
En 1661, une aile en briques rustiques de style jacobéen est construite perpendiculairement à la grande salle qui contraste avec les colombages médiévaux noirs et blancs. Cette aile est construite à partir de petites briques de deux pouces similaires à Bank Hall (en), Carr House (en) et St Michael's Church à Much Hoole. L'aile ouest, qui abrite les appartements familiaux, a peut-être été détruite dans un incendie.
Dans les années 1820, une troisième aile est construite, formée à partir des bâtiments domestiques médiévaux, et une tour crénelée est construite pour joindre la Grande Salle à l'aile Charles II. En 1949, une chambre secrète, utilisée comme trou de prêtre au XVIe siècle, est découverte au-dessus de la Grande Salle.

### Agencements et installations

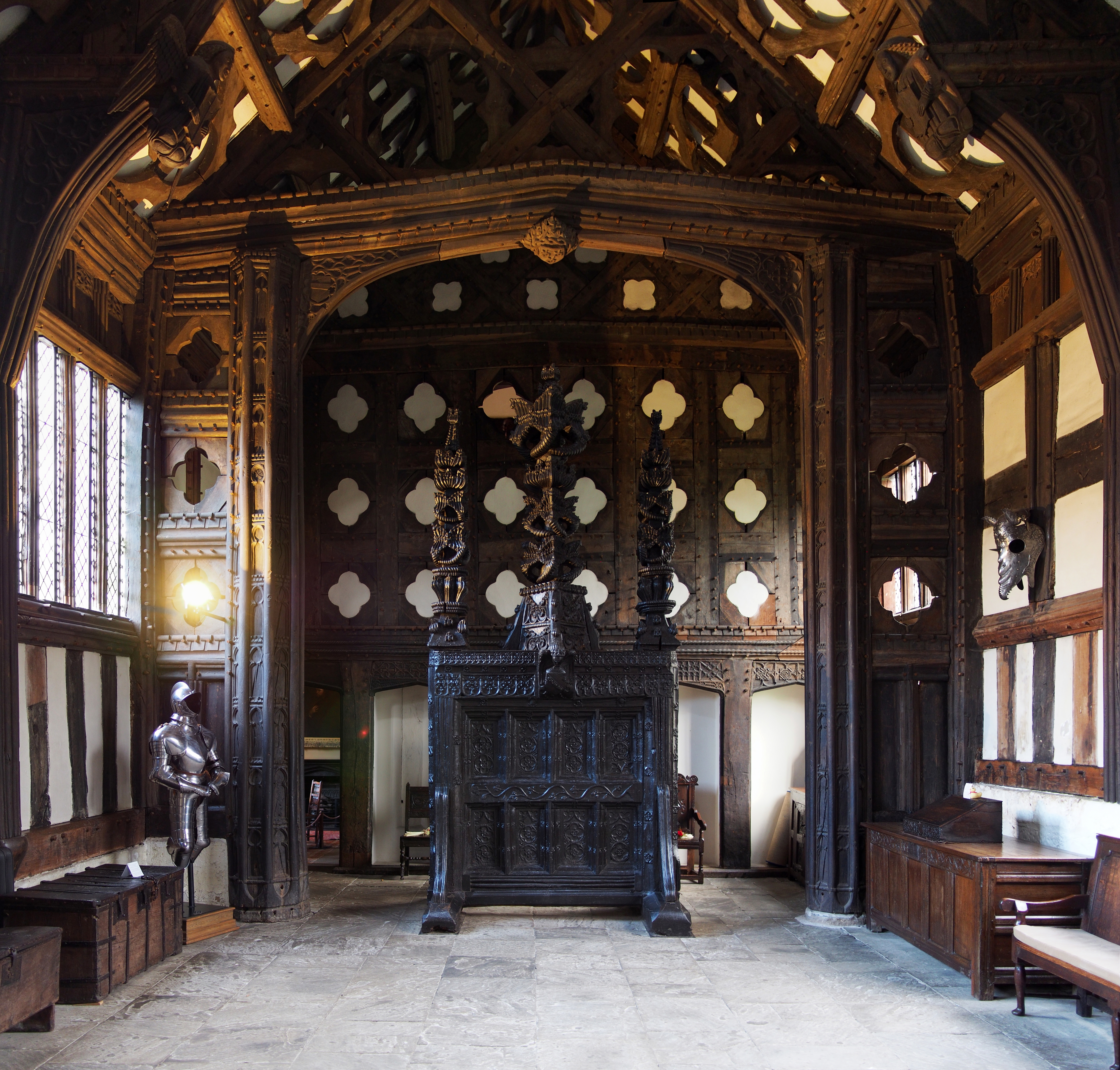
L'intérieur de la grande salle, face au paravent en bois

Un écran en bois sculpté sur pied en chêne des tourbières dans la Grande Salle date probablement d'entre 1530 et 1540. Il est décrit par Pevsner comme étant "d'une exubérance de décoration qui n'a d'égal nulle part ailleurs en Angleterre"  et est le seul exemple survivant connu de la première moitié du XVIe siècle. Il se dresse à l'extrémité nord du grand hall, couvrant l'entrée des cuisines d'origine . Il a trois faîteaux en spirale, deux extérieurs sculptés dans des longueurs de bois simples sur les côtés de l'écran encadrant huit panneaux tracés. Sur la traverse supérieure se trouvent deux anges, un homme et une femme portant des écussons aux armes des familles Fitton et Banastre . Deux rails horizontaux sont encastrés dans les montants. Trois erreurs ont peut-être été incorporées par ses créateurs pour éviter une accusation d'hérésie, car une croyance contemporaine est que Dieu seul pouvait créer la perfection. Un panneau du côté du hall est à l'envers, du côté opposé un panneau a un motif différent et un ange a un doigt supplémentaire .
Sur l'escalier se trouve une peinture de Godfrey Kneller de Thomas Hesketh  qui est deuxième député de Preston en 1722 et qui reconstruit l'aile est dans les années 1720, avec sa femme Martha et son fils en 1723 . Le salon affiche une copie de la carte de 1577 du Lancashire par Christopher Saxton.

## Jardins

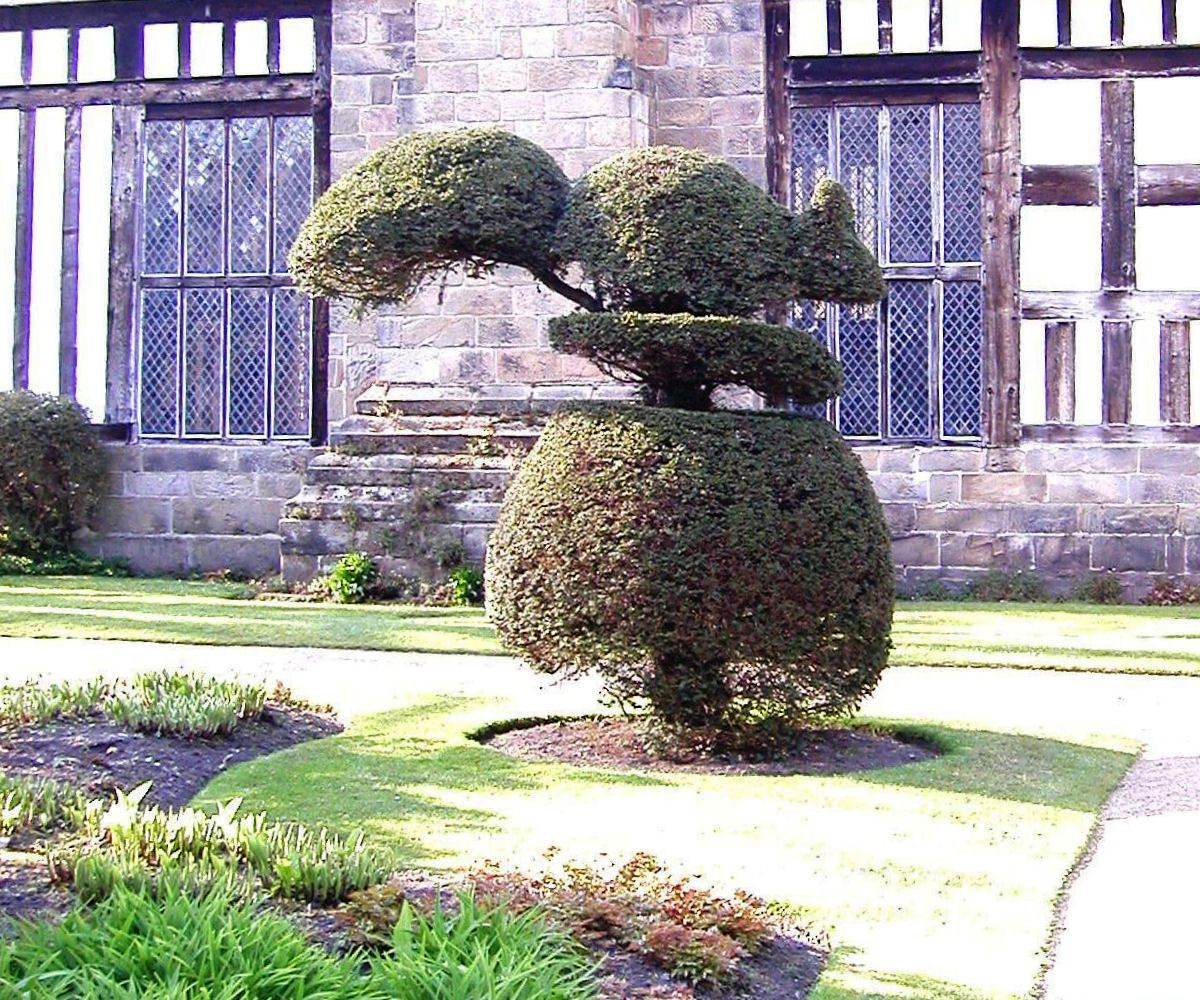
Écureuil topiaire, Rufford Old Hall

Le gîte, la remise et les écuries à 10 mètres ( Unité «  » inconnue du modèle {{Conversion}}.) est de la maison sont des bâtiments classés Grade II. Il y a des jardins et des pâturages à l'arrière et sur le côté du manoir et des bois à l'avant. La branche Rufford du Canal Leeds-Liverpool, achevée en 1781, passe très près du site du côté est. Une caractéristique des jardins est une paire d'écureuils topiaires.